# Bushey
Bushey es una villa del distrito de Hertsmere, en el condado de Hertfordshire (Inglaterra). Forma parte del área urbana del Gran Londres.

## Geografía
Según la Oficina Nacional de Estadística británica, Bushey tiene una superficie de 4,03 km².

## Demografía
Según el censo de 2001, Bushey tenía 17 001 habitantes (47,27% varones, 52,73% mujeres) y una densidad de población de 4218,61 hab/km². El 19,93% eran menores de 16 años, el 71,53% tenían entre 16 y 74 y el 8,54% eran mayores de 74. La media de edad era de 39,99 años.
El 85,14% eran originarios de Inglaterra y el 3,99% de otras naciones constitutivas del Reino Unido, mientras que el 3,54% eran del resto de países europeos y el 7,34% de cualquier otro lugar. Según su grupo étnico, el 92,74% de los habitantes eran blancos, el 1,44% mestizos, el 3,91% asiáticos, el 0,94% negros, el 0,54% chinos y el 0,44% de cualquier otro. El cristianismo era profesado por el 55,86%, el budismo por el 0,28%, el hinduismo por el 2,55%, el judaísmo por el 19,28%, el islam por el 1,12%, el sijismo por el 0,12% y cualquier otra religión por el 0,5%. El 11,82% no eran religiosos y el 8,48% no marcaron ninguna opción en el censo.
Del total de habitantes con 16 o más años, el 24,8% estaban solteros, el 57,02% casados, el 1,97% separados, el 7,74% divorciados y el 8,48% viudos. Había 7000 hogares con residentes, de los cuales el 27,7% estaban habitados por una sola persona, el 7,72% por padres solteros con o sin hijos dependientes, el 41,81% por parejas casadas y el 6,8% sin casar, con o sin hijos dependientes en ambos casos, el 10,61% por jubilados y el 5,36% por otro tipo de composición. Además, había 164 hogares sin ocupar y 15 eran alojamientos vacacionales o segundas residencias.